# Municipio de Fall River (condado de Greenwood)
El municipio de Fall River (en inglés: Fall River Township) es un municipio ubicado en el condado de Greenwood en el estado estadounidense de Kansas. En el año 2010 tenía una población de 206 habitantes y una densidad poblacional de 1,32 personas por km².

## Geografía
El municipio de Fall River se encuentra ubicado en las coordenadas 37°42′57″N 96°12′54″O / 37.71583, -96.21500. Según la Oficina del Censo de los Estados Unidos, el municipio tiene una superficie total de 155.81 km², de la cual 154,78 km² corresponden a tierra firme y (0,66 %) 1,03 km² es agua.

## Demografía
Según el censo de 2010, había 206 personas residiendo en el municipio de Fall River. La densidad de población era de 1,32 hab./km². De los 206 habitantes, el municipio de Fall River estaba compuesto por el 97,57 % blancos y el 2,43 % eran de una mezcla de razas. Del total de la población el 0,97 % eran hispanos o latinos de cualquier raza.